# Jan Karol Sembrzycki
Jan Karol Sembrzycki, także Zembrzycki, w wersji niem. Johannes Sembritzki; pseudonimy i kryptonimy: Jan Oleckowski, S., J.K.S., M.P. (ur. 10 stycznia 1856 w Olecku, zm. 8 marca 1919 w Kłajpedzie) – mazurski działacz narodowy i oświatowy, redaktor tygodnika „Mazur”, wydawca, folklorysta, historyk regionalny. W poszukiwaniu tożsamości narodowej Mazurów łączył pierwiastki polskie i niemieckie (pruskie), w różnych etapach swojego życia pozostając bliższym kulturze to polskiej, to niemieckiej. Z zawodu był prowizorem aptekarskim.

## Dzieciństwo i młodość
Urodził się w Olecku 10 stycznia 1856. Matka (Aurelia z Dziobków-Dziobeckich) była córka miejscowego kantora, ojciec Karol (1823–1886) pracował w Olecku jako nauczyciel, był także autorem wierszy publikowanych w „Kalendarzu Królewsko-Pruskim” oraz zbieraczem mazurskiego folkloru. W domu Sembrzyckich mówiono w języku niemieckim; tym samym Jan Karol i jego brat Filip (późniejszy nauczyciel, który w pełni uległ germanizacji) uzyskali wychowanie odmienne niż ich ojciec, który z domu rodzinnego – a był synem chłopa chałupnika (bez własnego gruntu) w Kruklankach – wyniósł znajomość języka polskiego, by niemiecki poznać dopiero w szkole.
Jan Karol uczęszczał do szkoły w Olecku, a od roku 1869 do niemieckiego gimnazjum w Ełku; za nieprzestrzeganie regulaminu został z tej szkoły usunięty na rok przed maturą w 1874. Po odbyciu rocznej służby wojskowej przyuczał się do zawodu aptekarza w Olecku i w roku 1880 został pomocnikiem aptekarskim w Kłajpedzie. Tam ożenił się z Karoliną Szliczkus (zm. 1902), zgermanizowaną Litwinką.

## Poczucie polskości
Podczas pobytu w Kłajpedzie obudziło się w nim poczucie polskości. W liście do Wojciecha Kętrzyńskiego pisał: „W domu rodzicielskim mówiłem tylko po niemiecku, wykształciłem się w niemieckim gimnazjum w Ełku i choć tam miałem sposobność trochę nauczyć się polskiej gramatyki, mimo tego byłem w taki sposób germanizowany, że myślałem i czułem po niemiecku, Polakami pogardzałem i prawie nic nie umiałem po polsku. Przed trzema laty (w 24. roku życia mego) w dziwny sposób, którego tu opisywać nie mogę, przyszedłem nagle do przekonania: jesteś Polakiem! a od tej chwili starałem się zupełnie i we wszystkim być Polakiem. Zgermanizowane nazwisko moje Sembritzki oczyściłem i piszę się teraz Sembrzycki. Bez nauczyciela, tylko z gramatyki i słownika, nauczyłem się języka ojczystego (...)”.
W liście do Karola Żółkiewskiego wspominał, że motywem decydującym o przebudzeniu się jego świadomości narodowej była znajomość z Jadwigą Chmielewską. Ta wiejska dziewczyna opowiadała mu o nędzy ludu mazurskiego i tragicznych losach własnej rodziny. Grunt rodziny Chmielewskich został w oszukańczy sposób zlicytowany, co doprowadziło jej ojca do tułaczki i potem śmierci. Ona sama pracowała jako „wyrobnica we dworze”, gdzie była wykorzystywana przez tamtejszych ekonomów. Sembrzycki pisał: „To się pytam kto jest winny, że ta familia zginęła? A odpowiedź brzmiała: Niemieckie społeczeństwo! Nie troszczy się o chłopów, nie poucza ich. Nie chcę być takim! A tak się stałem Polakiem”.
Działał na rzecz utrzymania języka polskiego nie tylko w nauczaniu religii, ale także jako element odnowy kulturalnej i ekonomicznej. Domagał się równouprawnienia z językiem niemieckim, i opowiadał się za dwujęzycznością ludności mazurskiej. Sam pisał: „Widziałem jak lud powoli ginie z powodu braku oświaty. Jako przyczynę tego braku uznałem, że nikt ludzi nie oświeca w ojczystym języku”. Sprzeciwiał się tezie, że trzeba kulturę i oświatę krzewić na Mazurach za pomocą języka niemieckiego. Uważał się za Niemca lub Prusaka, współodpowiedzialnego za mazurską społeczność. Jednocześnie opowiadał się za obiektywnymi kryteriami istnienia narodu. Poprzez dziedzictwo kultury i języka uważał się za Polaka. Ta polskość ugruntowana i zakorzeniona była w mazurskości i poczuciu świadomości lokalnej.

## Działalność publicystyczna i wydawnicza
Sembrzycki uzyskał poczucie narodowości polskiej około 1880. Zgodnie ze swoim rozumieniem sprawy narodowości zdecydował się również na przejście na katolicyzm. Do 1881 pracował w aptece w Kłajpedzie, następnie w Inowrocławiu, Malborku, Królewcu, od 1882 w Tylży. W Tylży pisywał do wielkopolskiego „Dziennika Poznańskiego”, „Warty” i „Gońca Wielkopolskiego”, relacjonował ciężkie położenie ludności Mazur. Stał się miłośnikiem dzieł polskich pisarzy romantycznych i zainteresował się folklorem mazurskim (Oskarowi Kolbergowi przekazał część zbiorów folklorystycznych ojca). Opracowywał hasła do Słownika geograficznego Królestwa Polskiego i Encyklopedii Orgelbranda. Od 14 listopada 1883 sam zaczął wydawać tygodnik „Mazur”, na łamach którego sporo miejsca poświęcano akcji w obronie języka polskiego. W tym samym celu zajął się upowszechnianiem czytelnictwa książek polskich, nadsyłanych przez Towarzystwo Czytelni Ludowych z Wielkopolski i przez Wojciecha Kętrzyńskiego. Pierwsza biblioteka ludowa na Mazurach założona została w Olecku w styczniu 1883, w domu ojca Sembrzyckiego, i liczyła 44 książki; w ciągu kolejnych dwóch lat młodszy Sembrzycki zainicjował działalność co najmniej ośmiu kolejnych bibliotek Towarzystwa Czytelni Ludowych na Mazurach.
„Mazur” był realizacją idei Kętrzyńskiego sprzed dziesięciu lat o polskim piśmie dla Mazurów; tygodnik miał objętość 4 stron tłoczonych gotykiem i ukazywał się w środy. W ciągu roku redakcji Sembrzyckiego wyszło 49 numerów, ostatni 19 listopada 1884 (numer pięćdziesiąty redagował nestor działaczy mazurskich Marcin Gerss). Na łamach tygodnika miał miejsce debiut poety ludowego Michała Kajki, zaangażowanego w akcję rozpowszechniania polskich książek na Mazurach. Prenumerata kwartalna „Mazura” wynosiła 65 fenigów; nie wystarczyło to jednak na utrzymanie pisma, a także samego redaktora, który wobec zaangażowania w pismo porzucił pracę w aptece. Sembrzycki przeżywał poważne kłopoty finansowe, a wcześniej obiecana pomoc z Wielkopolski nie nadeszła. Na skutek niskiej prenumeraty (w lutym 1884 tylko 211 abonentów przy nakładzie 400 egzemplarzy) oraz nieprzychylnego stosunku władz pruskich do jego pracy wśród Mazurów (czego efektem było wycofanie się wydawcy z Ostródy, zniemczonego Mazura Carla Eduarda Salewskiego), Sembrzycki zakupił własną drukarnię. Po krótkiej przerwie zaczął wydawać w Tylży „Mazura Wschodnio-Pruskiego”. Pismo to miało charakter konserwatywny i lojalistyczny, ale chociaż wspierało w zasadzie politykę rządu pruskiego Bismarcka, publikowało również polską literaturę klasyczną, m.in. Kochanowskiego. Ukazało się 11 numerów (od stycznia do marca 1885). Także „Mazur Wschodnio-Pruski” borykał się nieustannie z kłopotami finansowymi, Sembrzycki już w lutym 1885 na pokrycie długów sprzedał drukarnię i kilka ostatnich numerów pisma wydał nakładem Józefa Buszczyńskiego w Toruniu. W tym okresie redagował również „Kalendarz Prusko-Polski”, którego dwa roczniki ukazały się w latach 1884–1885 nakładem Salewskiego.
Na drugą połowę lat 80. XIX wieku przypadł kryzys poczucia polskości Sembrzyckiego. Zniechęcony był upadkiem prowadzonych przez siebie czasopism, czuł się niedoceniony, a brak wsparcia ze strony organizacji polskich odczuł ponownie w 1886, gdy Józef Gąsiorowski, bibliotekarz i folklorysta z Petersburga, goszczący kilka lat wcześniej na Mazurach, zdecydował się przekazać środki finansowe zgromadzone wśród petersburskiej Polonii nie na pismo mazurskie, a na warmińską „Gazetę Olsztyńską”. W tej sytuacji Sembrzycki zrezygnował z polskiej agitacji na Mazurach, powrócił też do wyznania protestanckiego. W akcie lojalności wobec władz pruskich złożył donos na działalność Gąsiorowskiego, a w publikacjach zaprzestał opowiadania się za wspólnotą narodową Mazurów i Polaków. Od 1886 przygotował pięć roczników „Kalendarza Ewangelicko-Polskiego dla Mazur, Szląska i dla Kaszubów”, wydanych przez Ernsta Lambecka w Toruniu. Stale współpracował z wrocławskimi „Nowinami Śląskimi”, umieszczając tam Korespondencje z Prus Wschodnich oraz rozprowadzając pismo na Mazurach. W 1888 wydał pracę Krótki przegląd literatury ewangelicko-polskiej Mazurów i Szlązaków od 1670 r., gdzie odnotował wiele rzadkich druków, nieznanych m.in. bibliografii Karola Estreichera.
Niezależnie od zmiany poglądów Sembrzycki do końca życia pozostał przekonany o konieczności utrzymania języka polskiego na Mazurach. Był też stale w kontakcie z polskimi uczonymi. Bliższy związek z polskością Sembrzyckiego przypadł jeszcze na lata 1890–1893, gdy powrócił do wiary katolickiej, a w czasie kilkumiesięcznego pobytu w podpoznańskich Jeżycach (gdzie pracował jako aptekarz) zdeponował w Poznańskim Towarzystwie Przyjaciół Nauk korespondencję i inne materiały na temat własnej działalności na Mazurach.

## Powrót do niemieckiej pruskości
W 1894 Sembrzycki osiadł na stałe w Kłajpedzie. Po raz trzeci, tym razem ostatecznie, przystąpił do Kościoła ewangelicko-augsburskiego, a w 1899 powrócił do formy nazwiska „Sembritzki”. Obok pracy zawodowej w aptekarstwie poświęcił się dalszym badaniom naukowym, obejmującym szczególnie historię Mazur i Litwy Pruskiej oraz miejscowy folklor.
Rozważając zmianę nastawienia narodowego Sembrzyckiego należy uwzględnić kilka aspektów. Z jednej strony wpływ na to miały zapewne cechy osobiste – zapalczywość, impulsywność, wysokie poczucie własnej wartości, które zderzyły się z zawiedzionymi ambicjami i poczuciem niedocenienia mimo wytężonej pracy i poświęcenia. Trzeba jednak też zauważyć, że Sembrzycki czuł się osamotniony w realnym zagrożeniu politycznym oraz znalazł się w sytuacji materialnej znacznie gorszej, niż gdyby był członkiem wspólnoty niemieckojęzycznej; w odróżnieniu od Sembrzyckiego na przykład Wojciechowi Kętrzyńskiemu powrót do polskości przyniósł awans społeczny. W efekcie Sembrzycki odnalazł się dopiero jako szanowany obywatel społeczeństwa niemieckiego.

## Działalność naukowa w Kłajpedzie
Po 1894 Sembrzycki ogłosił 5 książek (w tym jedną jako współautor) oraz liczne artykuły, recenzje, polemiki czy przyczynki źródłowe (łącznie około 150). Początkowo prace te ukazywały się także w czasopismach polskich („Kwartalniku Historycznym”, „Wiśle”), od lat 90. wyłącznie w niemieckich („Altpreussische Monatschrift”, „Ewangelisches Gemeindeblatt”, „Masovia”). Mimo proniemieckiej postawy nadal podkreślał związki Mazurów z Polską, m.in. w recenzjach prac Maxa Toeppena i Maxa Perlbacha. Dzięki stałym kontaktom z przedstawicielami polskiej nauki – Oswaldem Balzerem, Zygmuntem Celichowskim, Janem Karłowiczem, Hieronimem Łopacińskim, Wojciechem Kętrzyńskim, Oskarem Kolbergiem – pełnił funkcję pośrednika między królewieckim środowiskiem naukowym a Krakowem, Lwowem czy Warszawą.
Z prac etnograficznych Sembrzyckiego można wymienić m.in.: Über masurische Sagen (1886), Über Ursprung und Bedeutung Worte „Masur” und „Masuren” (1887), O gwarze Mazurów pruskich (1889), Przyczynki do charakterystyki Mazurów Pruskich (1890), Przyczynek do narzecza kaszubskiego (1891). Przyjaźnił się i współpracował z folklorystą Hermannem Frischbierem, publikując po jego śmierci wiele pozostałych w rękopisie materiałów, opatrzonych własnym komentarzem (m.in. Zagadki mazurskie, 1891; Wesele na Mazurach, 1893). Poza wspomnianym mazursko-śląskim opracowaniem bibliograficznym w zakresie historii Prus Wschodnich Sembrzycki ogłosił m.in. Die Lycker Erzpriester Johannes und Hieronymus Maletius (1888), Die Reise des Vergerius nach Polen 1556–1557, sein Freundeskreis und seine Königsberger Flugschriften aus dieser Zeit (1890), Die Schotten und Engländer in Ostpreussen (1892), Die polnischen Reformierten und Unitarier in Preussen (1893). Był również autorem szkiców biograficznych wybitnych postaci pochodzących z Prus Wschodnich, m.in. o Herderze, Kętrzyńskim, Frischbierze.
Sembrzycki był członkiem Towarzystwa Przyjaciół Starożytności „Prussia” w Królewcu oraz Towarzystwa Literackiego Litewskiego w Tylży. Jubileusz 25-lecia pracy pisarskiej w 1911 obchodził w Kłajpedzie w gronie niemieckich przyjaciół. Swój bogaty księgozbiór, zawierający m.in. wiele polskich druków, przekazał testamentem bibliotece miejskiej w Kłajpedzie. Zmarł 8 marca 1919 w Kłajpedzie, gdzie też został pochowany. Był dwukrotnie żonaty (po śmierci Karoliny z domu Szliczkus poślubił Lucy, nazwisko panieńskie nieznane), nie pozostawił potomstwa.

## Upamiętnienie imienia
W czterechsetną rocznicę założenia Olecka (1960 rok), jednej z ulic miasta (ul. Kwiatowa) nadano imię Karola i Jana Karola Sembrzyckich, upamiętniając ojca i syna. Obecnie w powszechnym użyciu jest nazwa ul. Sembrzyckiego.